# Croixrault
Croixrault is een gemeente in het Franse departement Somme (regio Hauts-de-France) en telt 389 inwoners (2004). De plaats maakt deel uit van het arrondissement Amiens.

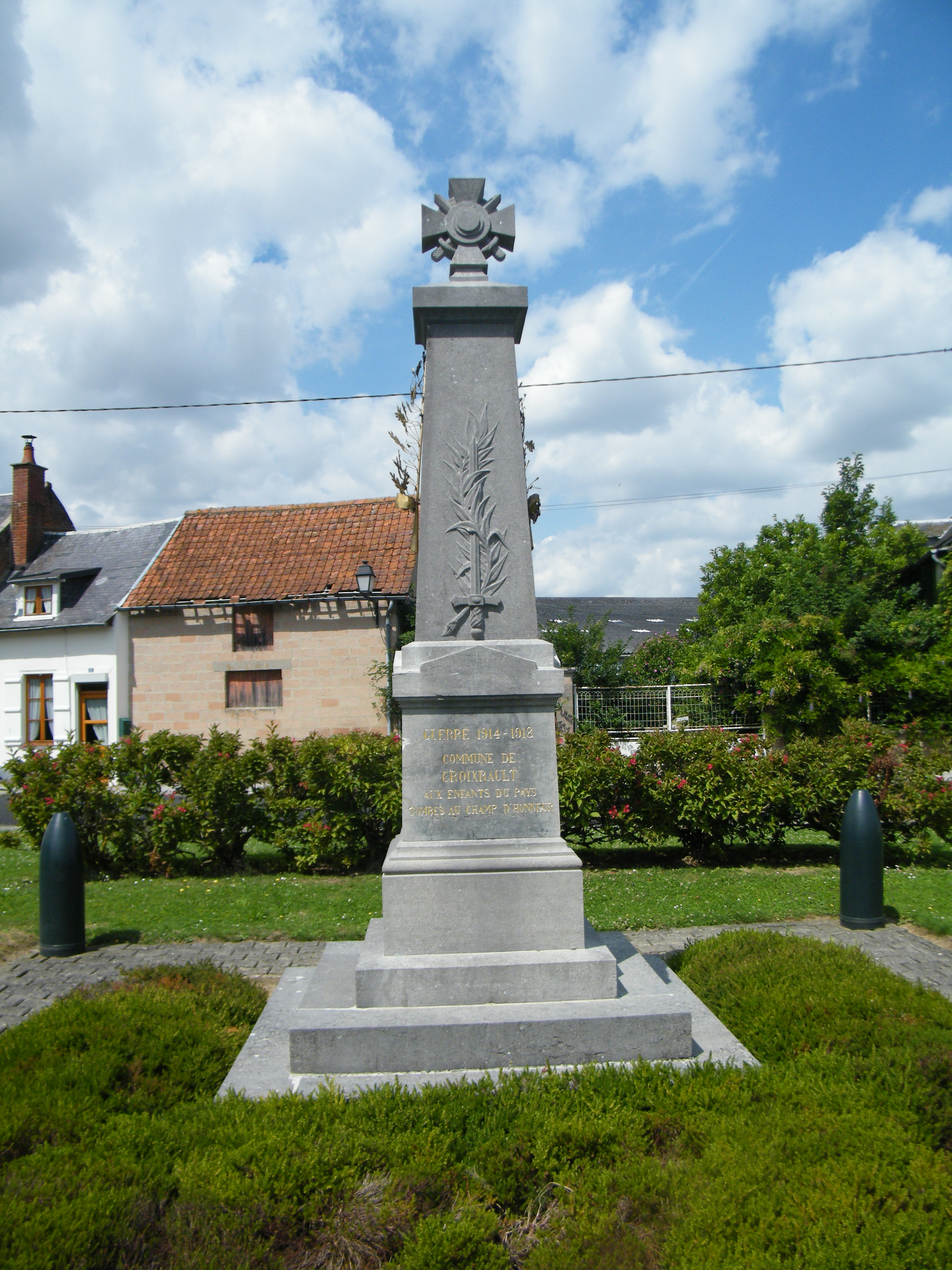
Oorlogsmonument
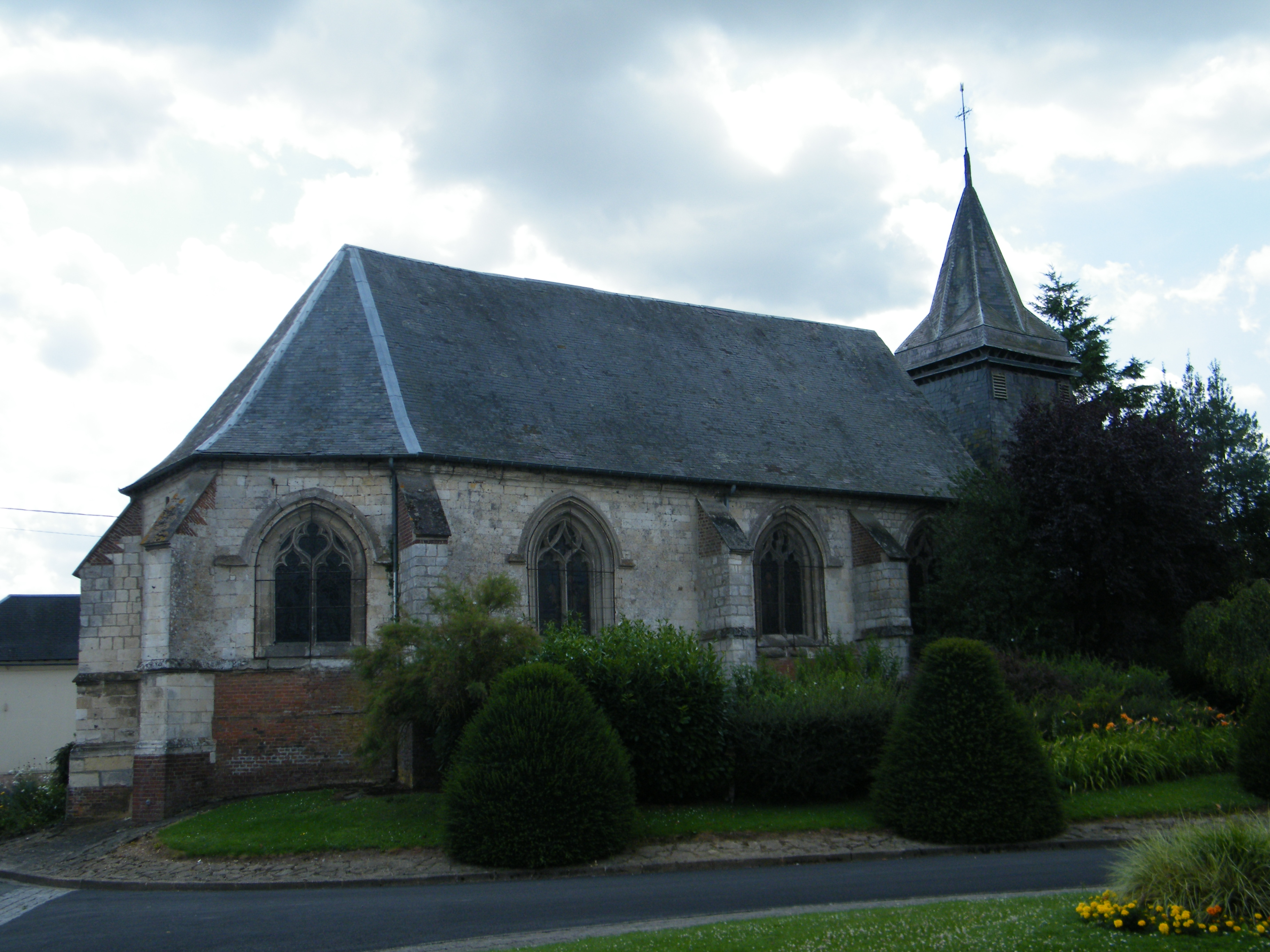
Kerk van Croixrault

## Geografie
De oppervlakte van Croixrault bedraagt 8,9 km², de bevolkingsdichtheid is 43,7 inwoners per km².
De onderstaande kaart toont de ligging van Croixrault met de belangrijkste infrastructuur en aangrenzende gemeenten.

## Demografie
Onderstaande figuur toont het verloop van het inwonertal (bron: INSEE-tellingen).